# 王振垚
王振垚（?—20世纪?），字古愚，直隶定州人，清末民初政治人物。

## 生平
王振垚是清朝举人，后来曾留学日本宏文學院師範科。光绪二十八年（1902年），绅士王振垚、谷钟秀等人将定州的定武书院改为定武学堂。光绪三十年（1904年）前后，他曾任保定易州査学。他还曾任长春府知府、顺直谘议局副議長。1911年（宣统三年）5月，立宪派人士在北京成立了宪友会，同年10月天津成立了该会顺直支部，李榘任正干事，籍忠寅任副干事，刘春霖、王振垚等任侯补干事。
中华民国成立后，他曾任北京临时参议院议员。1917年他任第二次中华民国临时参议院议员。

## 著作
- 王古愚先生遗集
- （清）王振垚，李景濂撰，中国地理（二卷）. 直隶学务处排印局